# 護士錶

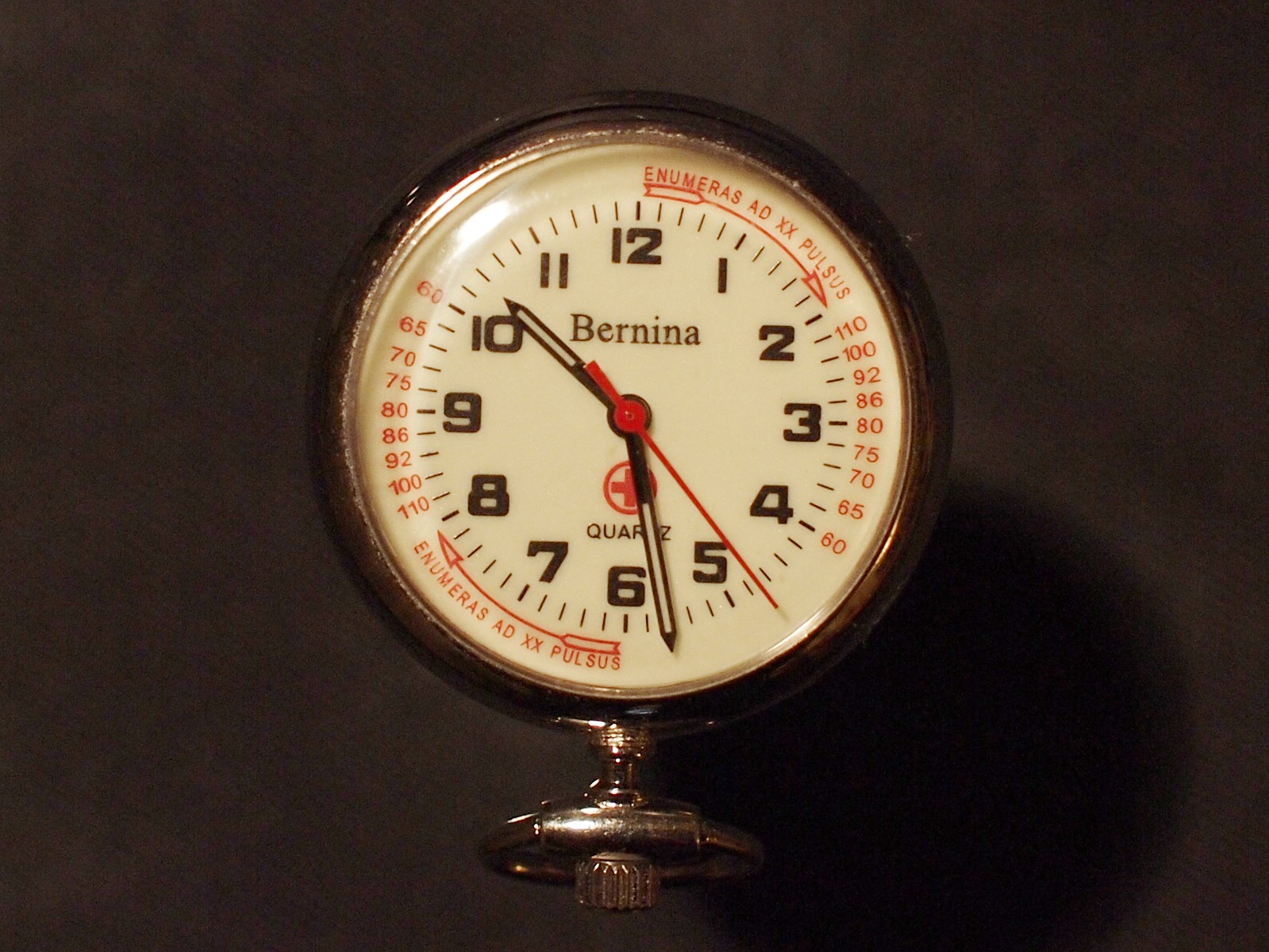
掛錶式的脈搏計錶

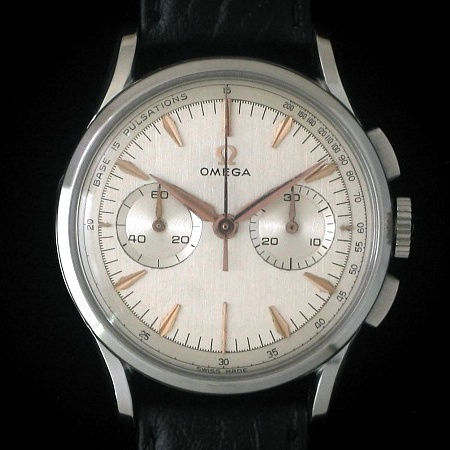
20世紀50年代出產的歐米茄脈搏計錶

護士錶（也稱為醫生錶）是一種為護理人員或醫生工作上需要而設計的腕錶或掛錶。
掛錶使用時是把錶盤（刻度盤）倒著掛在胸前，護士只要低下頭便可以看到時間。
為方便使用，護士錶應該具備以下的功能：
- 指針式錶盤
- 特大錶盤
- 清晰的秒針
- 以熒光塗層的夜光指針及刻度
- 24小時錶盤刻度
- 防水功能

此外，更有專業型的護士錶，設有特別的錶盤設計，方便醫護人員量度病人脈搏頻率，這種錶亦稱為「脈搏計錶」（pulsometer）。傳統的「計時算脈搏」的方式，需要把15秒的脈搏數乘以4，才可獲得每分鐘的脈搏頻率。脈搏計錶在錶盤上除了一般的時間數字外，更有額外的脈搏刻度。當秒針經過零秒的位置時，開始默數15下脈搏，指針停止的位置就可以直接讀取錶盤刻度上的脈搏頻率，不需要人工換算。
在20世紀30、40年代曾經出產脈搏計錶的品牌包括：浪琴錶、江詩丹頓、勞力士及歐米茄等。較近年則有歐米茄的
Speedmaster 125 Pulsometer、Webb C. Ball的Trainmaster Doctor Chronograph及Pulsemeter、星辰錶光動能脈搏計錶AT1150系列、雅典錶於1998年推出的Pulsometer、斯沃琪的Pulsometer GA106及St. Gallen Horology出產可供消毒的脈搏計錶。然而，現代的電子血壓計均附有測量脈搏的功能，以脈搏計錶來量度病人脈搏的成實用性已大不如前。脈搏計錶變為名貴手錶品牌的設計靈感已經往往大於其實際的功能。

## 資料來源
1. ↑  . Watch Talk Forum.   [2011-02-21].[永久]（英文）

## 外部連結
- Ball Watch Doctor's Chronograph
- 星辰表光動能脈搏計錶（页面存档备份，存于）
- 斯沃琪Pulsometer GA106
- 瑪麗醫院70週年紀念腕錶，香港醫院管理局網站